# Sergiño Dest
Sergiño Gianni Dest (sinh ngày 3 tháng 11 năm 2000) là một cầu thủ bóng đá người Mỹ thi đấu ở vị trí hậu vệ phải cho câu lạc bộ PSV tại giải Eredivisie và Đội tuyển bóng đá quốc gia Hoa Kỳ.
Sinh ra ở Hà Lan có mẹ là người Hà Lan và cha là người Mỹ, Dest đã đại diện cho Hoa Kỳ ở cấp độ quốc tế kể từ năm 2019.

## Đầu đời
Dest sinh ra ở Hà Lan với cha là người Mỹ gốc Suriname và mẹ là người Hà Lan. Dest gia nhập học viện trẻ của Almere City vào năm 2009.Đến năm 2012,anh chuyển đến học viện trẻ của Ajax.Anh bắt đầu sự nghiệp ở vị trí tiền đạo nhưng sau này chuyển sang chơi ở vị trí hậu vệ cánh.

## Sự nghiệp câu lạc bộ

### Ajax
Dest ra mắt cho Jong Ajax vào ngày 15 tháng 10 năm 2018 trong trận thua 2–1 trước Jong PSV. Dest đã gây ấn tượng trong suốt mùa giải 2018–2019, anh ra sân 17 lần ở giải Eerste Divisie của Hà Lan,có một bàn thắng và hai pha kiến tạo.  Anh cũng ghi được một bàn thắng và 1 đường kiến tạo trong bảy lần ra sân ở UEFA Youth League
Vào ngày 27 tháng 7 năm 2019, Dest đã ra mắt đội một Ajax trong một trận đấu chính thức ở giải Johan Cruyff Shield 2019 với PSV Eindhoven. Ajax đã thắng trận đấu với tỷ số 2–0. Vào ngày 10 tháng 8 năm 2019, Dest đã ra mắt tại Eredivisie, khi vào sân thay thế Noussair Mazraoui ở phút thứ 54 trong chiến thắng 5-0 trên sân nhà trước FC Emmen.
Vào tháng 9 năm 2019, Dest chính thức được đôn lên đội một của Ajax. Vào ngày 17 tháng 9 năm 2019, anh có trận đấu đầu tiên ở Champions League trước Lille.Trận đấu mà Ajax thắng với tỷ số 3-0. Dest đã kết thúc mùa giải đầu tiên tại đội một của Ajax với 35 lần ra sân và 2 bàn thắng trên mọi đấu trường.

### Barcelona

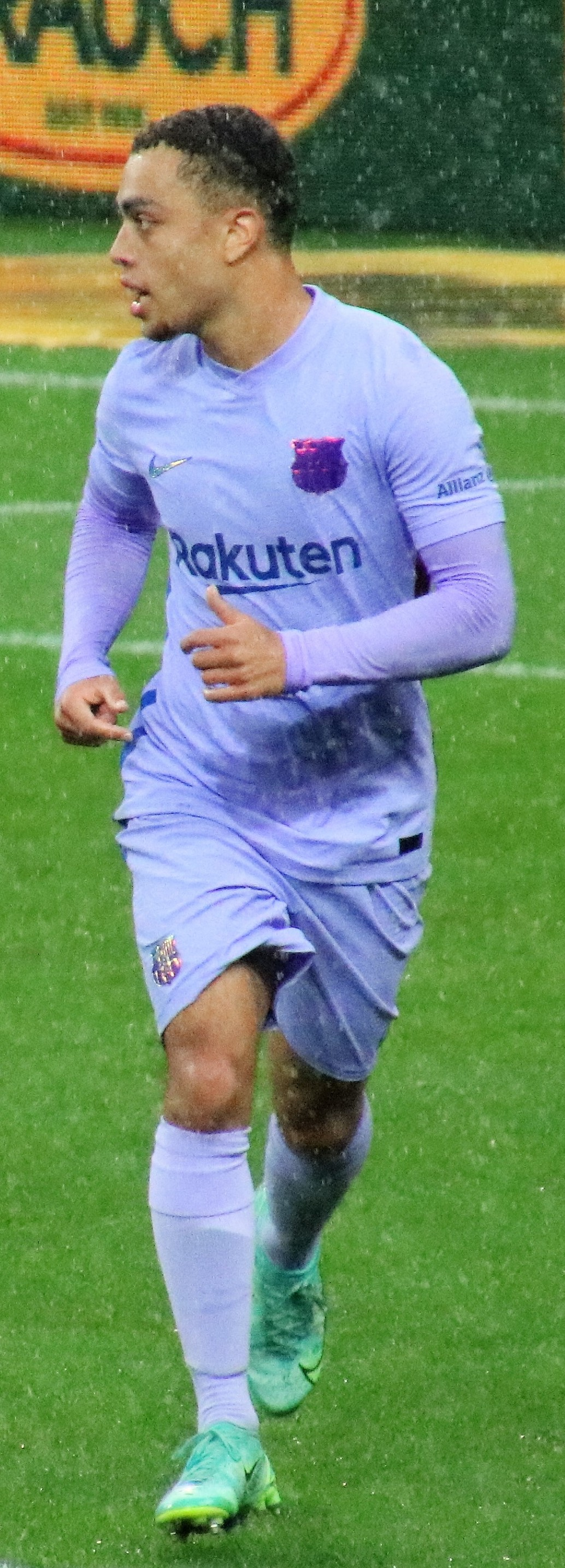
Dest thi đấu cho Barcelona năm 2021.

Vào ngày 1 tháng 10 năm 2020, Dest chuyển đến Barcelona với mức phí chuyển nhượng lên đến 21 triệu euro, cộng thêm 5 triệu euro phụ phí.Anh ký hợp đồng 5 năm với câu lạc bộ kèm điều khoản phá vỡ hợp đồng trị giá 400 triệu euro.
Dest có trận ra mắt Barcelona vào ngày 4 tháng 10, vào sân thay Jordi Alba ở phút 75 trong trận hòa 1-1 trước Sevilla. Qua đó anh cũng trở thành cầu thủ người Mỹ đầu tiên khoác áo Barcelona tại La Liga. Vào ngày 20 tháng 10, anh trở thành người Mỹ đầu tiên chơi cho Barcelona trong một trận đấu ở giải UEFA Champions League. Cuối tháng đó, Dest lại thiết lập một cột mốc quan trọng khác là trở thành người Mỹ đầu tiên ra sân trong một trận El Clásico, trận đấu đó Barcelona thất bại với tỷ số 1-3, nhưng màn trình diễn của Dest trong trận đấu được tán dương. Vào ngày 24 tháng 11 năm 2020, Dest ghi bàn thắng đầu tiên cho Barcelona trong chiến thắng 4–0 trước Dynamo Kyiv ở vòng bảng Champions League. Qua đó Dest trở thành người Mỹ đầu tiên ghi bàn thắng chuyên nghiệp cho Barcelona. Vào ngày 21 tháng 3 năm 2021, anh ghi một cú đúp trong chiến thắng 6–1 trên sân khách trước Real Sociedad.

#### Cho mượn tại AC Milan
Vào ngày 1 tháng 9 năm 2022, Dest ký hợp đồng với câu lạc bộ Serie A AC Milan theo một bàn hợp đồng cho mượn một năm cùng điều khoản mua đứt với giá 400 triệu euro.

## Sự nghiệp quốc tế
Dest thi đấu cho đội tuyển Hoa Kỳ ở cấp độ trẻ và quốc tế. Anh ấy đã thi đấu cho U17 Hoa Kỳ tại FIFA U17 World Cup 2017 và U20 Hoa Kỳ tại FIFA U20 World Cup 2019.
Dest ra mắt Đội tuyển Hoa Kỳ vào ngày 6 tháng 9 năm 2019 trong giao hữu trước Mexico.

## Thống kê sự nghiệp

### Câu lạc bộ
Tính đến ngày 24 tháng 4 năm 2022
| Câu lạc bộ          | Mùa giải            | Giải vô địch        | Giải vô địch | Giải vô địch | Cúp quốc gia | Cúp quốc gia | Châu Âu | Châu Âu | Khác | Khác | Tổng cộng | Tổng cộng |
| Câu lạc bộ          | Mùa giải            | Hạng đấu            | Trận         | Bàn          | Trận         | Bàn          | Trận    | Bàn     | Trận | Bàn  | Trận      | Bàn       |
| ------------------- | ------------------- | ------------------- | ------------ | ------------ | ------------ | ------------ | ------- | ------- | ---- | ---- | --------- | --------- |
| Jong Ajax           | 2018–19             | Eerste Divisie      | 17           | 1            | —            | —            | —       | —       | —    | —    | 17        | 1         |
| Jong Ajax           | 2019–20             | Eerste Divisie      | 1            | 0            | —            | —            | —       | —       | —    | —    | 1         | 0         |
| Jong Ajax           | Tổng cộng           | Tổng cộng           | 18           | 1            | —            | —            | —       | —       | —    | —    | 18        | 1         |
| Ajax                | 2019–20             | Eredivisie          | 20           | 0            | 4            | 2            | 10      | 0       | 1    | 0    | 35        | 2         |
| Ajax                | 2020–21             | Eredivisie          | 3            | 0            | —            | —            | —       | —       | —    | —    | 3         | 0         |
| Ajax                | Tổng cộng           | Tổng cộng           | 23           | 0            | 4            | 2            | 10      | 0       | 1    | 0    | 38        | 2         |
| Barcelona           | 2020–21             | La Liga             | 30           | 2            | 3            | 0            | 7       | 1       | 1    | 0    | 41        | 3         |
| Barcelona           | 2021–22             | La Liga             | 21           | 0            | 1            | 0            | 9       | 0       | 0    | 0    | 31        | 0         |
| Barcelona           | Tổng cộng           | Tổng cộng           | 51           | 2            | 4            | 0            | 16      | 1       | 1    | 0    | 72        | 3         |
| Milan (mượn)        | 2022–23             | Serie A             | 0            | 0            | 0            | 0            | 0       | 0       | 0    | 0    | 0         | 0         |
| Tổng cộng sự nghiệp | Tổng cộng sự nghiệp | Tổng cộng sự nghiệp | 92           | 3            | 8            | 2            | 26      | 1       | 2    | 0    | 128       | 6         |

1. ↑  Eight appearances in UEFA Champions League, two appearances in UEFA Europa League
2. ↑  Appearance in Johan Cruyff Shield
3. ↑  Appearances in UEFA Champions League
4. ↑  Appearance in Supercopa de España
5. ↑  Four appearances in UEFA Champions League, five appearances in UEFA Europa League

### Quốc tế
Tính đến 24 tháng 3 năm 2024
| Đội tuyển quốc gia | Năm       | Trận | Bàn |
| ------------------ | --------- | ---- | --- |
| Hoa Kỳ             | 2019      | 3    | 0   |
| Hoa Kỳ             | 2020      | 2    | 0   |
| Hoa Kỳ             | 2021      | 10   | 2   |
| Hoa Kỳ             | 2022      | 8    | 0   |
| Hoa Kỳ             | 2023      | 9    | 0   |
| Hoa Kỳ             | 2024      | 1    | 0   |
| Tổng cộng          | Tổng cộng | 33   | 2   |

Tỷ số và kết quả liệt kê số bàn thắng của Hoa Kỳ trước, cột điểm cho biết số điểm sau mỗi bàn thắng của Dest.
| # | Ngày                 | Địa điểm                                     | Trận | Đối thủ    | Tỷ số | Kết quả | Giải đấu                      |
| - | -------------------- | -------------------------------------------- | ---- | ---------- | ----- | ------- | ----------------------------- |
| 1 | 25 tháng 3 năm 2021  | Stadion Wiener Neustadt, Wiener Neustadt, Áo | 6    | Jamaica    | 1–0   | 4–1     | Giao hữu                      |
| 2 | 13 tháng 10 năm 2021 | Lower.com Field, Columbus, Hoa Kỳ            | 15   | Costa Rica | 1–1   | 2–1     | Vòng loại FIFA World Cup 2022 |

## Danh hiệu
Ajax
- Johan Cruyff Shield: 2019[16]

Barcelona
- Copa del Rey: 2020–21[17]

U-20 Hoa Kỳ
- CONCACAF U-20 Championship: 2018[18]

Hoa Kỳ
- CONCACAF Nations League: 2019–20,[19] 2022–23,[20] 2023–24